# Fourmilier à gorge rousse
Gymnopithys rufigula
Espèce
Répartition géographique
Statut de conservation UICN

 LC  : Préoccupation mineure
Le Fourmilier à gorge rousse (Gymnopithys rufigula) est une espèce de passereaux de la famille des Thamnophilidae.

## Répartition et sous-espèces
Selon la classification de référence du Congrès ornithologique international (14.2, 2024) :

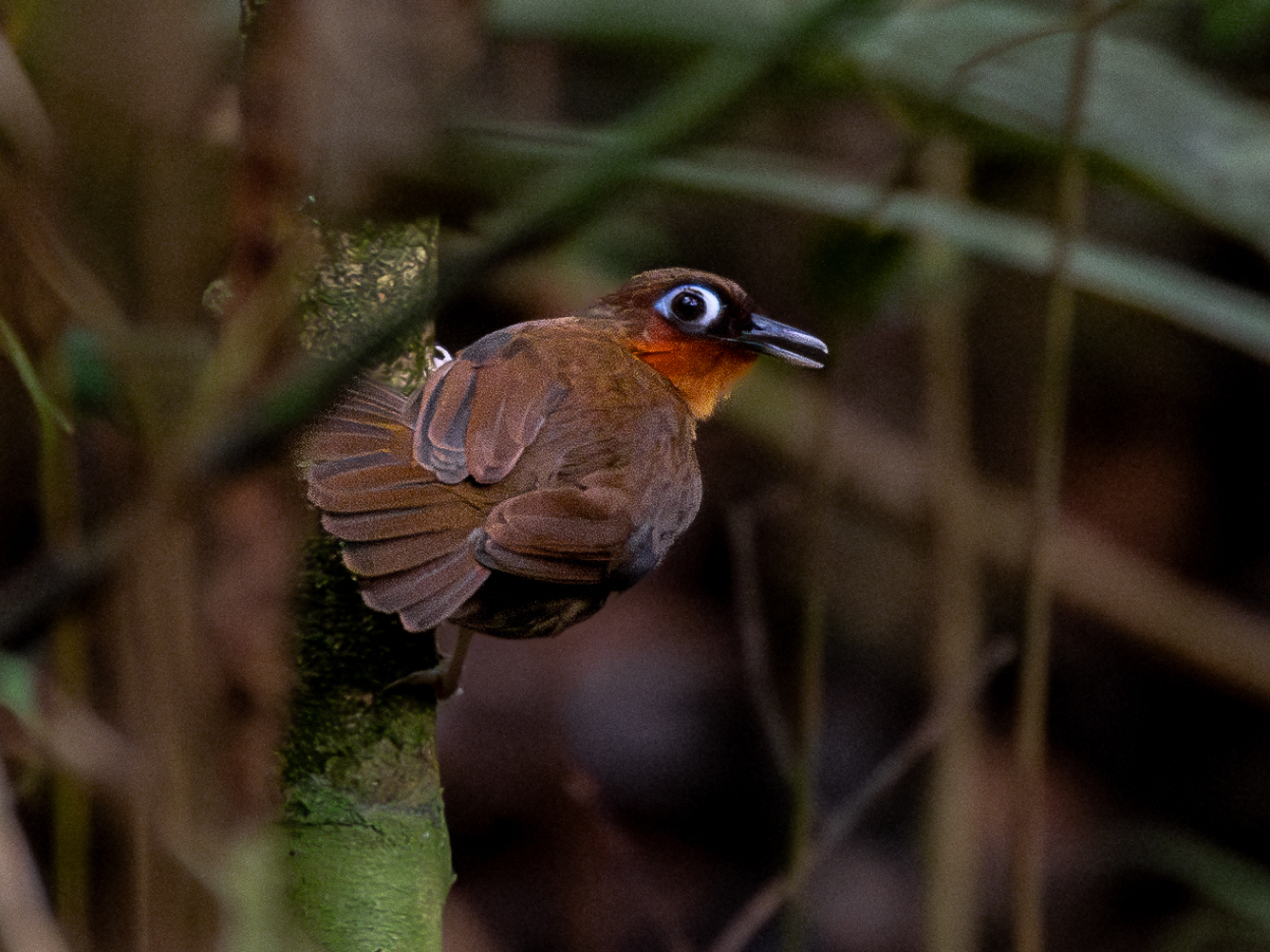
..en Amapá, Brésil

- Gymnopithys rufigula pallidigula W.H.Phelps & W.H.Phelps Jr, 1947 — Venezuela
- Gymnopithys rufigula pallidus (Cherrie, 1909) — tepuys
- Gymnopithys rufigula rufigula (Boddaert, 1783) — centre/est du plateau des Guyanes

## Classification
Le nom valide complet (avec auteur) de ce taxon est Gymnopithys rufigula (Boddaert, 1783).
L'espèce a été initialement classée dans le genre Turdus sous le protonyme Turdus rufigula Boddaert, 1783.
Ce taxon porte en français le nom vernaculaire ou normalisé suivant : Fourmilier à gorge rousse,.
Gymnopithys rufigula a pour synonyme :
- Turdus rufigula Boddaert, 1783